# Вертунья
Вертунья — река в России, протекает в Венёвском районе Тульской области. Правый приток реки Мордвес.

## География
Исток реки расположен у села Новая Жизнь. Устье реки находится в 28 км по правому берегу реки Мордвес, около села Даровая. Длина реки составляет 11 км.
Вдоль течения реки расположены следующие населённые пункты: Новая Жизнь, Подлипки, Барсуки и Дьяконово.

## Рыболовство
В реке водятся карп, карась, щука и лещ.
Система водного объекта: Мордвес → Осётр → Ока → Волга → Каспийское море.

## Данные водного реестра
По данным государственного водного реестра России относится к Окскому бассейновому округу, водохозяйственный участок реки — Ока от города Кашира до города Коломна, без реки Москва, речной подбассейн реки — бассейны притоков Оки до впадения Мокши. Речной бассейн реки — Ока.
Код объекта в государственном водном реестре — 09010101912110000022848.